# Adolf Hurwitz

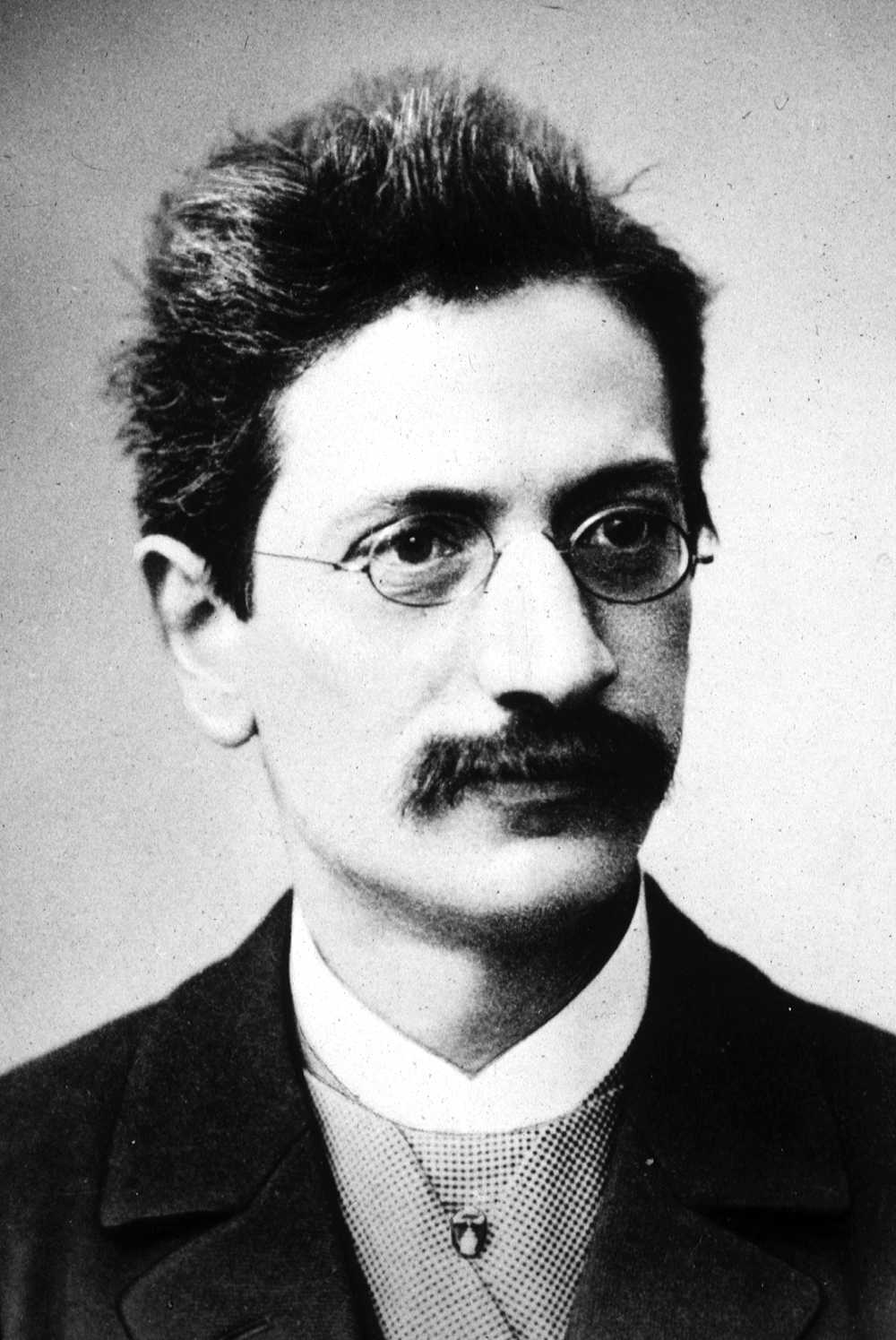
Adolf Hurwitz

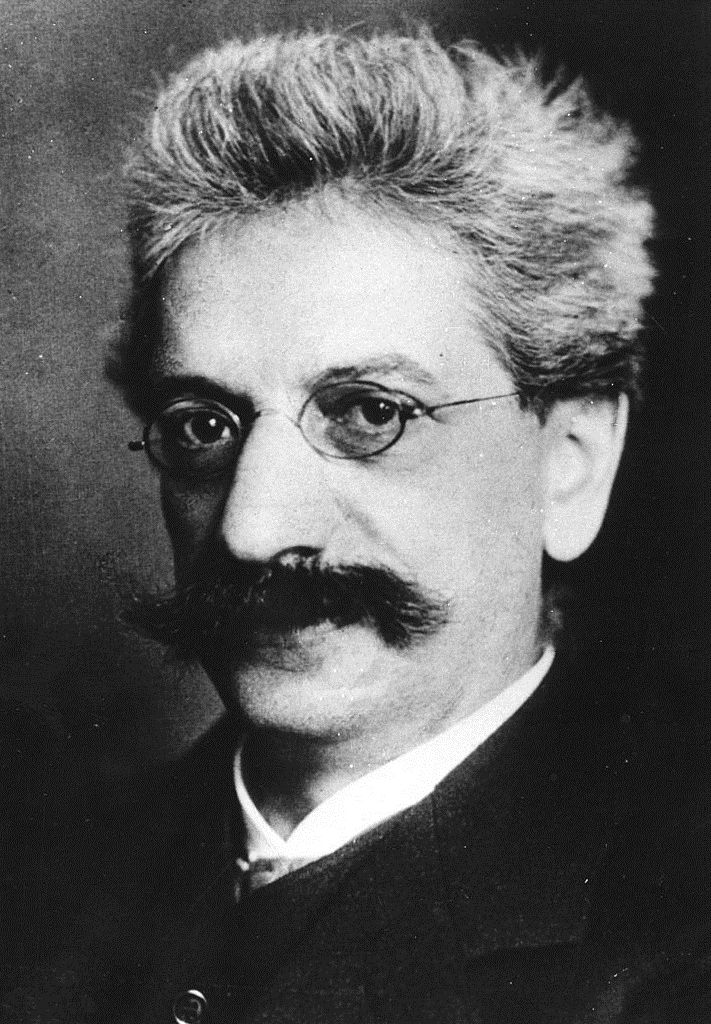
Adolf Hurwitz

Adolf Hurwitz (Hildesheim, 26 maart 1859 - Zürich, 18 november 1919) was een Duits wiskundige.
Hurwitz bouwde verder op de theorie van het Riemann-oppervlak en gebruikte deze om een aantal stellingen te bewijzen over algebraïsche krommen, waaronder de formule van Riemann-Hurwitz en in 1893 de automorfismestelling van Hurwitz. Men spreekt hierbij ook van Hurwitz-groepen, een Hurwitz-oppervlak en een Hurwitz-kromme. Op dit werk werd later onder meer ook de Hecke-operator en de Lefschetz dekpuntstelling gebaseerd.
Hurwitz was ook gefascineerd door de getaltheorie, waarbij men nu spreekt van de Hurwitz-quaternionen, quaternionen waarbij alle getallen ofwel gehele getallen zijn, ofwel allemaal half-gehele getallen.
In de studie van controlesystemen en de theorie van dynamische systemen kwam hij in 1895 tot een criterium om te determineren of een lineair systeem stabiel was, onafhankelijk van, en gebaseerd op een andere onderbouw dan Edward Routh die dit eerder aantoonde. Men spreekt sindsdien over het stabiliteitscriterium van Routh-Hurwitz.

## Leven
Adolf Hurwitz stamde af uit een joodse familie, afkomstig uit Hildesheim. Zijn vader, Salomon Hurwitz was een arbeider, zijn moeder overleed toen hij drie jaar oud was. Op school in het Realgymnasium Andreanum kreeg hij Hermann Schubert als wiskundeleerkracht die hem sterk stimuleerde en in 1877 aanbeval bij Felix Klein die doceerde aan de Königlich Bayerische Technische Hochschule München, de huidige Technische Universiteit München. Hurwitz volgde ook les aan de Berlijnse Friedrich-Wilhelms-Universität waar hij de lezingen van Ernst Kummer, Karl Weierstraß en Leopold Kronecker bijwoonde. Nadat Klein een opdracht had aangenomen aan de Universiteit Leipzig volgde Hurwitz zijn promotor in 1880 daarheen. Hij promoveerde er zelf in 1881 op een proefschrift getiteld "Grundlagen einer independenten Theorie der elliptischen Modulfunktionen und Theorie der Multiplikatorgleichungen 1. Stufe". 
Hurwitz kreeg vervolgens een opdracht als privaatdocent aan de Georg-August-Universität Göttingen en werd in 1884 op voordracht van Ferdinand von Lindemann een Extraordinariat aangeboden aan de Albertus-Universität Königsberg. Hij leerde er de doctorandi Hermann Minkowski en David Hilbert kennen. Vooral met Hilbert zou hij een levenslange vriendschapsband onderhouden.
In 1884 ontmoette hij in Königsberg ook Ida Samuel, de dochter van een hoogleraar van de faculteit geneeskunde. Ze traden in het huwelijk en het echtpaar werd in de volgende jaren vader en moeder van drie kinderen.
In 1892 verhuisde hij uit Königsberg naar de Eidgenössische Technische Hochschule Zürich waar hij de leerstoel van Ferdinand Georg Frobenius mocht overnemen, die zelf terug naar Berlijn vertrok. Hurwitz bleef zijn verdere leven in Zürich actief.
In 1897 was hij spreker voor de plenaire vergadering van het allereerste Internationaal Wiskundecongres.